# تسایلارن
زایلارن (به آلمانی: Zeilarn) یک شهر در آلمان است که در بایرن واقع شده‌است.

## خصوصیات
زایلارن ۲۸٫۸۸ کیلومترمربع مساحت دارد ۳۹۹-۵۰۶ متر بالاتر از سطح دریا واقع شده‌است.